# Aqueduc de Clausonnes
Antipolis (Antibes) était alimenté à l'époque romaine par deux aqueducs, l'aqueduc de la Font Vieille et l'aqueduc de la Bouillide (ou Clausonnes). 
L’aqueduc est inscrit sur la liste des monuments historiques par arrêté du 25 juillet 1936. 

## Description de l'aqueduc de la Bouillide

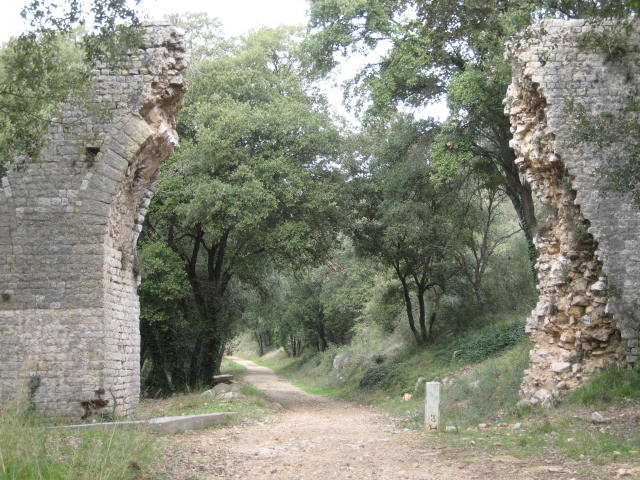
Aqueduc d'Antibes de la Bouillide.

L'aqueduc de la Bouillide a une longueur d'environ 16 kilomètres. L'aqueduc comprend deux branches qui se rejoignent près du pont-aqueduc sur la Valmasque, avant les vestiges du pont-aqueduc sur le Goa. La source de la branche de la Bouillde se situe dans la commune de Valbonne. Celle de la branche de la Valmasque se trouvait dans la commune de Mougins.
Il devait atteindre Antibes par le vallon de Laval puis passait sous l'actuelle place De Gaulle. Il débouchait vraisemblablement rue de la République. Un morceau a été trouvé dans une maison de la rue du Haut-Castellet
Le pont-aqueduc de Goa permettait à l'aqueduc de la Bouillide ou de Clausonnes de franchir le vallon du Goa. Il comprenait à l'origine 4 travées. Il reste les amorces des arches des extrémités et une pile. On trouve des éléments sur le sol.
Plusieurs ouvrages subsistent encore le long du tracé.
Il devait notamment alimenter la fontaine romaine du jardin du presbytère. Les travaux récents ont détaillé les principaux ouvrages d'arts encore visibles sur le tracé de l'aqueduc et ont montré des parallèles avec l'aqueduc de Fréjus.

## Datation
Les deux aqueducs d'Antibes ont des dimensions comparables, mais des différences de construction montrent qu'ils ne datent pas de la même époque. Les comparaisons avec d'autres ouvrages semblent montrer que l'aqueduc de la Bouillide est le plus ancien, et date du dernier tiers du Ier siècle. 
L'aqueduc de Font Vieille, long de 4,5 km, doit dater du début du IIe siècle. La chambre de captage de l'aqueduc de la Font Vieille a été restaurée au XVIIIe siècle par Louis d'Aguillon. Elle est restée en service jusqu'au milieu du XXe siècle.
En 2009 une citerne d'une capacité de 60 m3 a été retrouvée dans la Montée Dor de Souchère qui devait être alimentée par récupération de l'eau de pluie.

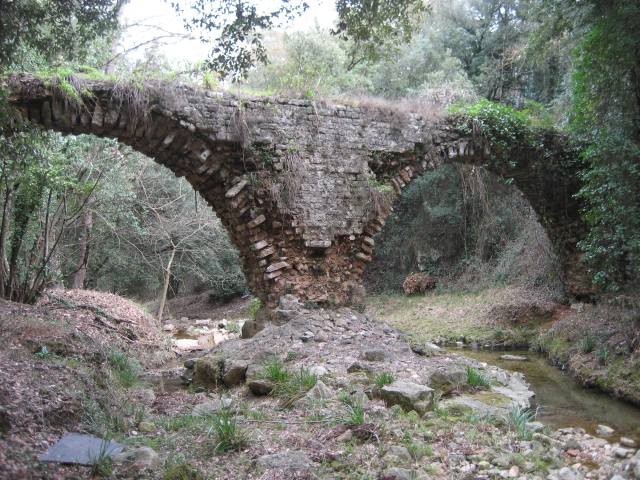
Aqueduc Bouillide.
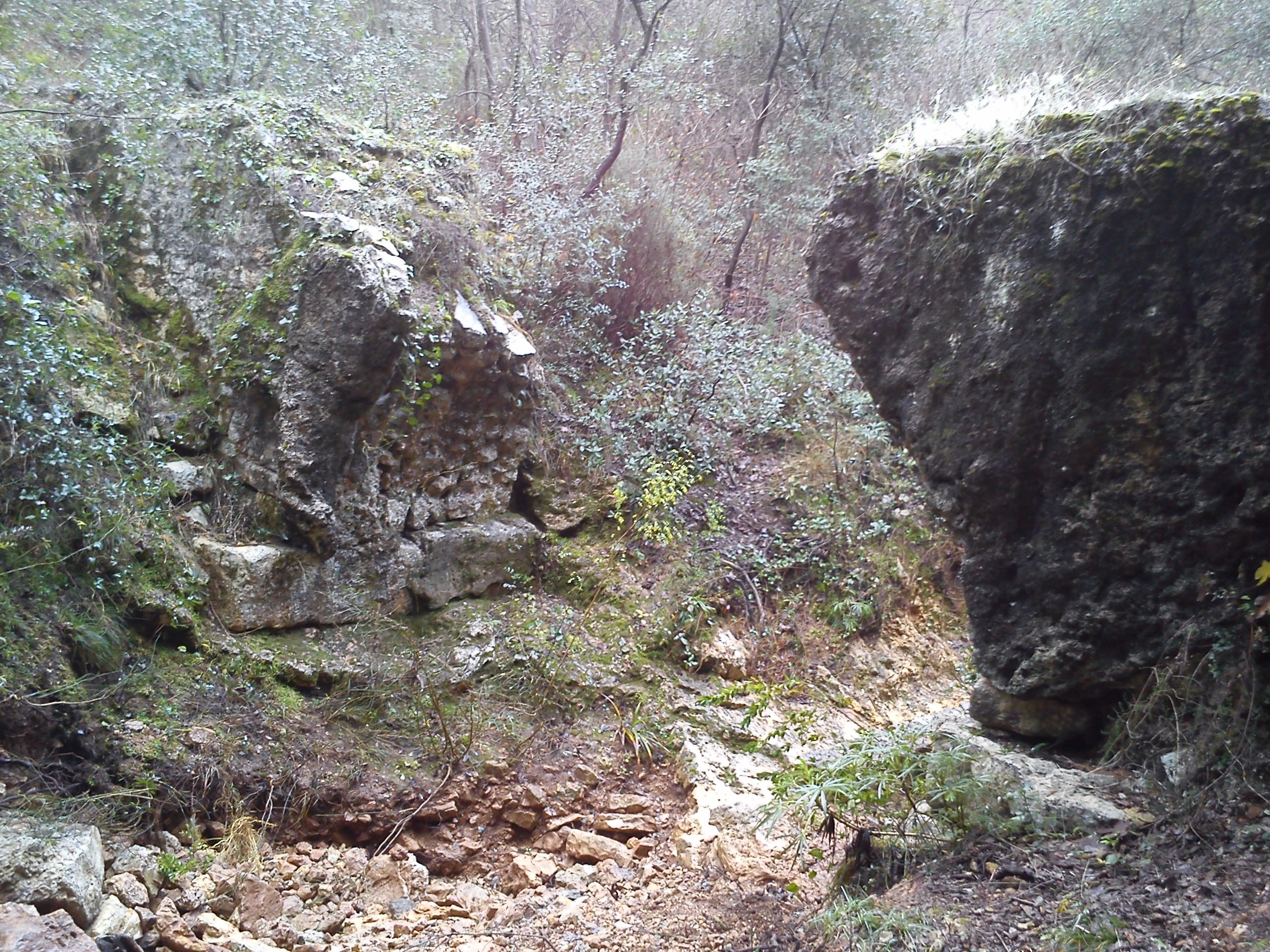
Aqueduc Bouillide.
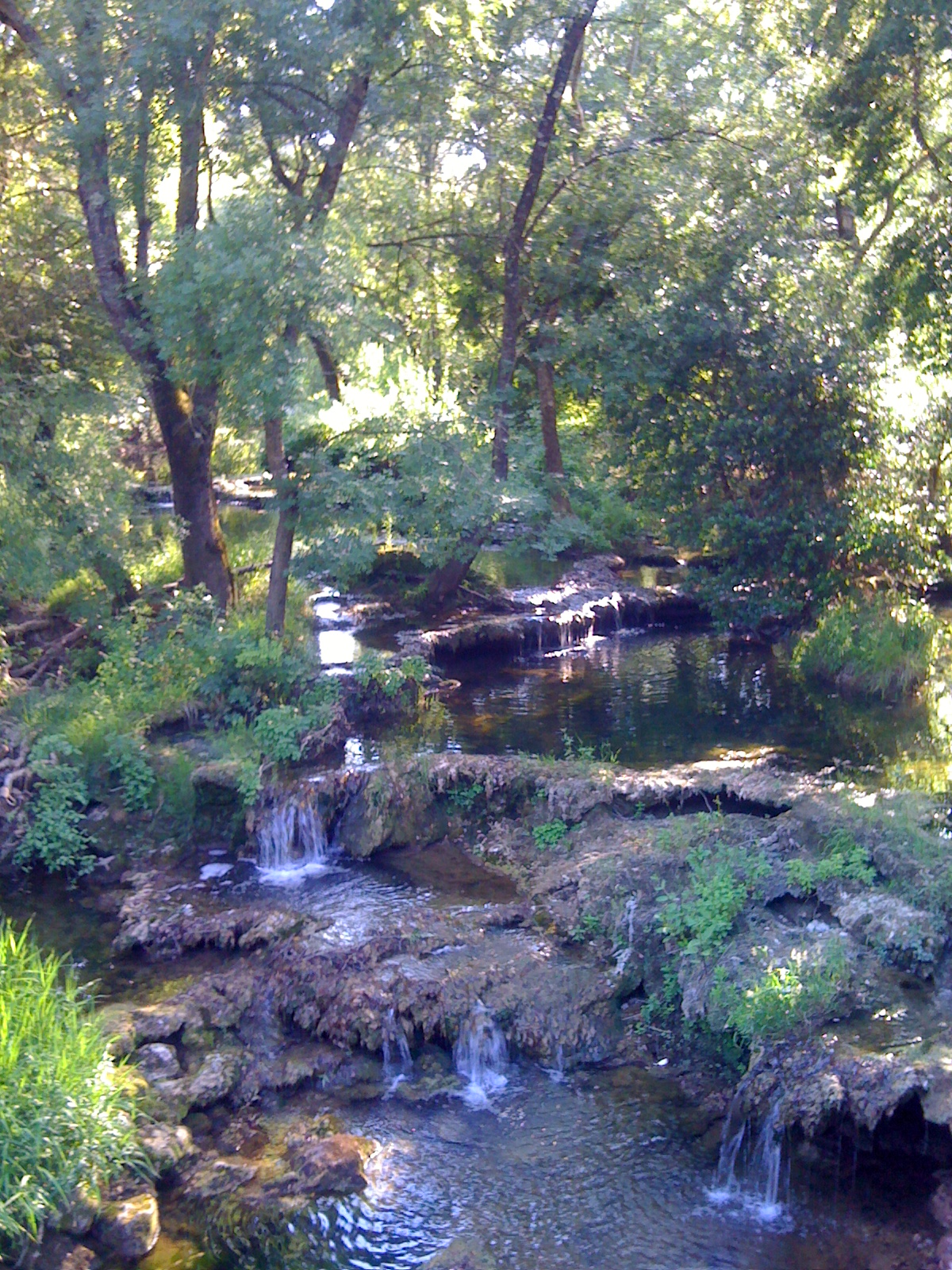
Rivière La Bouillide.